# 305 Gordonia
Gordonia (asteroide 305) é um asteróide da cintura principal com um diâmetro de 49,17 quilómetros, a 2,5275873 UA. Possui uma excentricidade de 0,1859286 e um período orbital de 1 998,29 dias (5,47 anos).
Gordonia tem uma velocidade orbital média de 16,90327713 km/s e uma inclinação de 4,44565º.
Esse asteroide foi descoberto em 16 de Fevereiro de 1891 por Auguste Charlois.